# M13/40
O Carro Armato M13/40 foi um tanque italiano da Segunda Guerra Mundial projetado para substituir o M11/39 do Exército Real Italiano no início da Segunda Guerra Mundial. Foi o principal tanque usado pelos italianos durante a guerra. O projeto foi influenciado pelos Vickers 6-Ton britânicos e foi baseado no chassi modificado do anterior M11/39. A produção do M11/39 foi interrompida para colocar o M13/40 em produção. O nome refere-se a "M" de Medio (médio) de acordo com os padrões de peso dos tanques italianos da época, 13 toneladas era o peso programado e 1940 o ano inicial de produção.